# Arcivévoda

Hodnostní klobouk arcivévody

Arcivévoda (německy Erzherzog / zkr. Ehzg., v češtině občas i arcikníže) byl v letech 1453 až 1918 titul (hodnost) panovníků pro území Dolních Rakous a Horních Rakous jako Arcivévoda rakouský (něm. Erzherzog zu Österreich, latinsky Archidux Austriae / zkr. A.A.), od roku 1463 jako vedlejší titul habsburských římsko-německých císařů, po roce 1806 jeden z celé řady titulů rakouských císařů a také titul všech mužských i ženských příslušníků vladařského domu Habsburského a Habsbursko-Lotrinského. Od počátku 16. století do roku 1931 titul rakouského arcivévody užívali též španělští králové. Původně obě země tvořily součásti Rakouského arcivévodství, avšak jejich správa později fungovala odděleně a obě země se staly fakticky samostatnými arcivévodstvími pod personální unií společného panovníka.
Rakouští vládci, kteří byli nositeli tohoto titulu, jsou jmenovitě uvedeni v seznamu arcivévodů rakouských.
Hodnost arcivévody je nižší než král a vyšší než vévoda.

## Titul
Tento titul vznikl původně ve tvaru Pfalzerzherzog (arcivévoda falcký) ze základu titulu vévoda (něm. Herzog) za Rudolfa IV. Habsburského v listině Privilegium maius z roku 1359. Zlatá bula Karla IV. z roku 1356 stanovila, která říšská knížata měla právo volit císaře. Toto právo bylo spojeno s řadou dalších privilegií. Jelikož vládcům Dolních a Horních Rakous nebyla ve Zlaté bule přiznána žádná práva, nechal si Rudolf jednoduše zhotovit falešné Privilegium maius, které mu mimo jiné propůjčovalo titul Pfalzerzherzog, což jej de facto stavilo na úroveň kurfiřtů. Tento titul však císař Karel IV., jeho tchán, neuznal. Jako první zavedl titul arcivévoda (Erzherzog) v roce 1414 Arnošt Železný.
Teprve habsburský císař Friedrich III. potvrdil tento titul na den Tříkrálový roku 1453 a povýšil jej tím na platný zákon. Od té doby byly obě země arcivévodstvím a titul se stal charakteristickým pro dynastii Habsburků. Titul rakouského arcivévody od dob Fridrichova syna Maxmiliána I. užívali všichni příslušníci rodu. Latinská podoba archidux byla v mužském rodě používána i pro ženy z habsburského rodu. V němčině se používá ženská podoba Erzherzogin (arcivévodkyně). Titul arcivévody nebo arcivévodkyně obdržely i ty, které se do habsburského rodu přivdaly.
Pro celek habsburských zemí byl v roce 1804 vytvořen titul Rakouské císařství, jemuž bylo tehdy již čistě formální Rakouské arcivévodství podřízeno. V titulatuře vládnoucích Habsburků nicméně zaujímal arcivévodský titul stále prominentní postavení. Po rozpadu monarchie v roce 1918 byli Habsburkové nuceni vzdát se nároků na vládu v Rakousku.
V Rakouské republice je užívání šlechtických titulů (tedy i arcivévodského) zakázáno, nicméně členové dynastie, sídlící v zemích, kde je užívání šlechtických titulů povoleno, titul arcivévody nadále užívají.
Syn Maxmiliána I. arcivévoda Filip I. se v roce 1496 oženil s dědičkou spojených španělských království Janou a roku 1505 byl potvrzen jako kastilský král. Tím se titul rakouského arcivévody stal nedílnou součástí titulatury španělských králů. Od Filipových synů Karla a Ferdinanda se habsburský rod rozdělil na španělskou a rakouskou větev. Zatímco v rakouské větvi měli titul arcivévody všichni členové rodu, ve španělské jej užíval pouze španělský král. Po smrti posledního španělského Habsburka Karla II. roku 1700 užívali dále všech titulů Bourboni, kteří ve Španělsku vládli od války o španělské dědictví. I oni sebe nazývali arcivévody rakouskými (španělsky Archiduque de Austria), ačkoliv v Rakousku nevládli. Proti tomu marně několikrát protestovali diplomaté rakouských Habsburků, již se cítili ohroženi případnými územními nároky ze strany Španělska. Rakouskými arcivévody pak byli i příslušníci dalších rodů, kteří vládli ve Španělsku. Jelikož podle španělské ústavy jsou stále platné i historické a zaniklé tituly, mohl by se tedy i současný španělský král takto titulovat, nicméně tak nečiní. Posledním španělským králem, který titulu arcivévody užíval, byl Alfons XIII., který abdikoval v roce 1931.

## Arcivévodská koruna

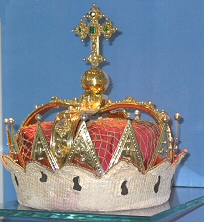
Erzherzogshut v Mariasteinu, Tyrolsko

Na jednom z portrétů je Rudolf IV. vyobrazen s „arcivévodskou korunou“, kterou však ve skutečnosti neměl. Arnošt Železný tedy nechal zhotovit korunu a také když zemřel arcivévoda Ferdinand II. Tyrolský roku 1595, byla jedna vyrobena. Konečná podoba zemské koruny Arcivévodství rakouského, tzv. Erzherzogshut, je ovšem z roku 1616, zhotovená na zakázku tyrolského místodržícího Maxmiliána III. a od té doby byla uchovávána v klášteře Klosterneuburg. Při každém vzdávání dědičného holdu novému zemskému správci byla převezena do Vídně, naposledy roku 1835. Kromě toho se zachovaly ještě dvě další arcivévodské koruny, jedna v Mariasteinu poblíž Wörgli v Tyrolsku a ve Štýrsku. Z další koruny, kterou nechal zhotovit císař Josef II. pro svou korunovaci římským králem, se zachoval jen skelet, který je k vidění v Schatzkammer ve Vídni.